# (6303) 1989 EL2
(6303) 1989 EL2 est un astéroïde de la ceinture principale découvert en 1989.

## Description
(6303) 1989 EL2 a été découvert le 12 mars 1989 à Kushiro (Japon) par S. Ueda et H. Kaneda.

### Caractéristiques orbitales
L'orbite de cet astéroïde est caractérisée par un demi-grand axe de 2,19 UA, un périhélie de 1,96 UA, une excentricité de 0,10 et une inclinaison de 4,49° par rapport à l'écliptique. Du fait de ces caractéristiques, à savoir un demi-grand axe compris entre 2 et 3,2 UA et un périhélie supérieur à 1,666 UA, il est classé, selon la JPL Small-Body Database, comme objet de la ceinture principale.

### Caractéristiques physiques
(6303) 1989 EL2 a une magnitude absolue (H) de 13,9 et un albédo estimé à 0,104.